# Helmiopsis boivinii
Helmiopsis boivinii är en malvaväxtart som först beskrevs av Henri Ernest Baillon, och fick sitt nu gällande namn av Arenes. Helmiopsis boivinii ingår i släktet Helmiopsis och familjen malvaväxter. Inga underarter finns listade i Catalogue of Life.